# 坎普大火

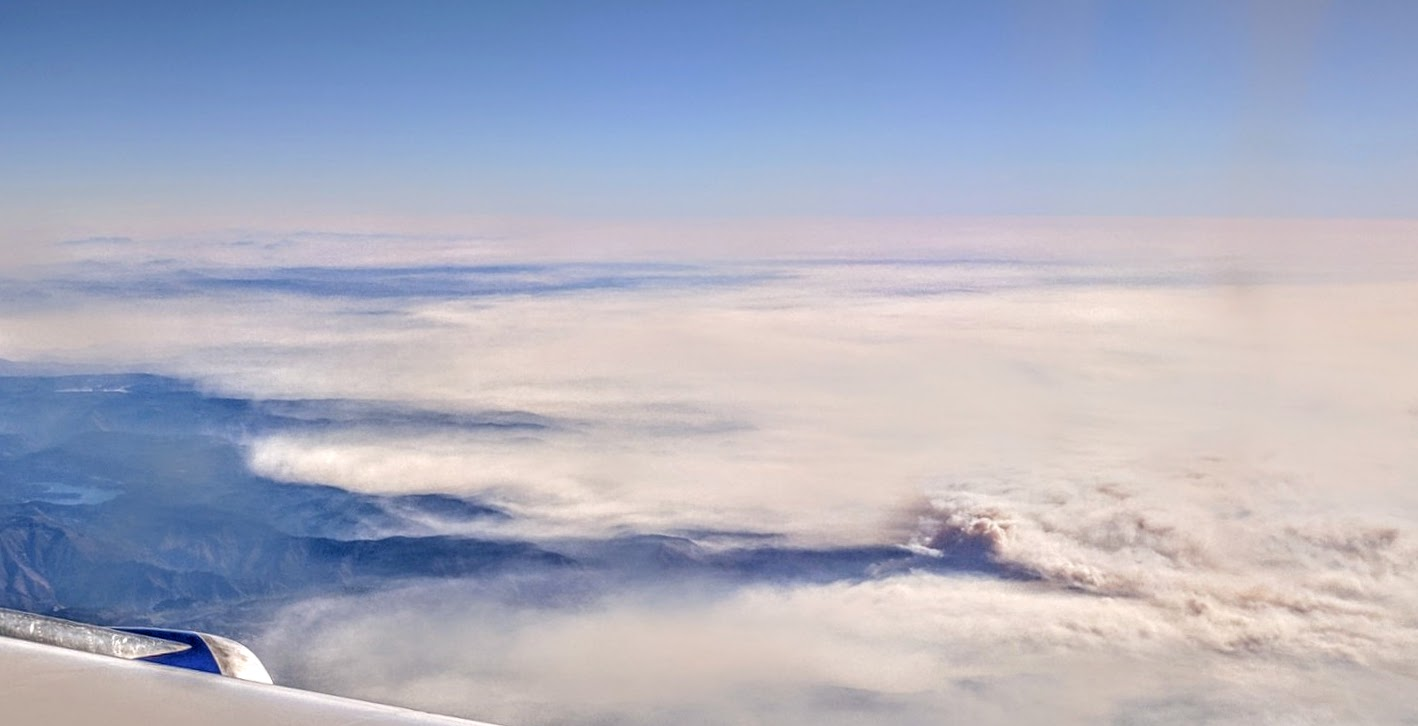
2018年11月10日，雄鹿湖的鸟瞰图。雄鹿湖位處圖最左边，靠近大火的起点，火場仍噴出烟雾

坎普大火是加利福尼亚州历史上最致命和最具破坏性的野火。这场火灾以火源「營溪路」（Camp Creek Road）命名，火灾发生于2018年11月8日，位于北加州的布特郡。大火造成至少85名平民死亡，3名消防员受伤，火場面积约5.7萬公顷，摧毁了至少1萬8千座建筑物，包括9700所独户住宅和118栋公寓楼，大部分损坏发生在火灾发生的头两天。
多個郡縣的市民被逼疏散，其中包括天堂、茅屋區、森特维尔區、康考 (加利福尼亞州)、跳蚤區、巴特溪峽谷和扬基山，并威胁到巴特溪谷、奇科、森林牧场、地獄、因斯基普、奥罗维尔和斯特灵城。在第一天，大火基本上摧毁了康考和天堂镇，房屋、商店、教堂、医院、学校和养老院都被燒毀。南加州的大火亦發生在同一日。
加州消防局於11月25日宣布，坎普大火已被完全控制。失蹤人數為1人。

## 時序
下文所述的時間均為太平洋標準時間（UTC-8）。
2018年11月8日日出，坎普大火發生，消防局於早上6時33分首次接到相關報告，火災位於加州跳蚤區巴特溪縣营溪路附近。坎普大火後后不久，先鋒消防隊員被派遣到羽毛河上波壩附近的太平洋瓦電公司（PG&E）电力线附近，報告指該處的灌木起火。抵達10分钟后，先鋒隊观察到该地区湿度低和风大，火势迅速蔓延，且非常猛烈。
11月9日上午，美国国家气象局对北加州内陆大部分地区以及南加州发出红旗警告。PG&E表示电力线路已经中断。火灾发生后不久，巴特溪县警长办公室下令天堂镇疏散，其他地点也发布了疏散令或疏散警告，并設立紧急避难所。
由于火灾蔓延速度过快，大部分康考镇和天堂镇的居民在大火到来之前无法撤离。火势蔓延得如此之快，以至于消防队不再试图控制火势，而是協助其他人逃離火場。截至11月9日晚上8:00，大火烧毁了8100公頃土地，威胁了大约15000座建筑物。該地區风速接近時速80公里，使火势得以迅速增长。加利福尼亚林业和防火部首領麥景葛（Scott McLean）表示「天堂的社区基本上已经被燒毀了，強风把整個城鎮殲滅掉了」。
据消防部門报道，截至11月10日上午，大火火場面积已经扩大到4萬公顷 ，其中五分一面積已被控制。估计有6713座建筑物被大火摧毁，超过了塔布斯火灾，成为了加利福尼亚州历史上最具破坏性的野火。同日又发现了十四具尸体，獲確認的死亡人數為23人。翌日又发现了6具尸体，死亡人数上升到29人。
截至11月13日早晨，消防部門报告火場面积达5.1万公顷，30%的火場被控制。除了商业建筑和其他建筑物外，大火还摧毁了8700多处住宅，大部分发生在火灾头两天。死亡人数增至42人，超越1933年格里菲斯公园大火（1933 Griffith Park Fire）成为加利福尼亚州历史上最致命的野火，當年大火僅导致29人死亡。到了13号晚上，死亡人数已经增加到48人。
截至11月15日，消防部門調配来自美国各地和美国西部的資源，出動了5596名消防员、622架消防車、75架供水車、101組救火隊、103台推土机、24架直升机。
截至11月15日早上7:00，40%的火場已被控制，近5.7萬公頃土地被烧毁，但仍然威胁着15,500座建筑物。
11月16日下午6:00的報告指火場面積達146,000英亩，死亡人数从63人增加到71人。

## 影响
少数疏散路线出現交通堵塞，导致駕駛車決定放棄车辆，直接步行離開。大火吞噬了被困在车内的人以及车外的一人，造成至少四人死亡。许多老年人被路人和邻居疏散，至少有一名被疏散者跳进水库以躲避大火。
大火发生的第一天，康考社区和天堂镇內百分之80至90的建築物被燒毀，至少有五所公立学校、一个圣诞树农场和超过7000个其他建筑被摧毀。11月10日，美国最后一座三跨普拉特式桁架桥—位于巴特溪的蜂蜜跑廊橋被烧成灰烬。
据估计截至11月11日，已经有5.2万人撤离。
截至11月16日黃昏，火災造成71人死亡，另有逾1000人下落不明。
大火产生的烟雾导致整个舊金山湾区和中央谷地出現广泛的空气污染，迫使湾区5个县和薩克拉門托几十个区的公立学校在11月16日关闭。
根據加州消防局的數據，以下為截至11月20日的结构损坏概述：
| 结构类型       | 損毀 | 摧毀   | 总计    |
| -------------- | ---- | ------ | ------- |
| 单個家庭住宅   | 465  | 13,503 | 13,968  |
| 多個家庭住宅   | 22   | 275    | ~297    |
| 商业           | 105  | 514    | 619     |
| 其他小型建筑物 | 77   | 4,129  | ~4,206  |
| 总计           | ~669 | 18,421 | ~19,090 |

## 调查
加州林业及防火部以及州公用事业监管机构正在调查PG&E公司是否遵守了加州法律。《美联社》報導火灾发生在一处房屋附近，PG&E公司在大火發生前一天在該處发现了火花。大火之后，PG&E及其母公司在旧金山县高级法院被坎普大火的多名受害者起诉，他们指控PG&E未能妥善维护其基础设施和设备。

## 回应

### 应急响应
巴特溪县警长办公室开设了一个電話中心，每天上午8点至下午8点提供和接收有关失踪人员的信息和询问。

### 野外及气候的状况
据《洛杉矶时报》报道，干草在稀疏的树林中起到了助燃剂的作用。但无可争辩的是这场大火很大程度上是受极端天气状况驱动的，包括强风和低湿度，同时还有因200天无显著降雨而被烘干的植被和土壤。而这又是一场与气候变化相关的全州范围的干旱的一部分。

### 政治
11月10日，特朗普总统错误地
指责加州的森林管理不善是發生多宗森林大火的原因。他又在推特威胁要终止联邦援助，除非加州改善對森林的管理。
火災专家驳斥了特朗普的说法，指出加利福尼亚正经历着异常干燥的环境和异常高的火灾危险。加州职业消防队队长赖拜恩（Brian Rice）表示總統對於加州森林管理做法的批評是「危险的错误」，他指出近年来联邦政府减少在林业範疇的支出，但加州百分之六十的森林是由联邦政府直接管理。
特朗普在前来天堂视察时称“你们必须管照好地面。森林的地面你知道吗——非常重要”，他还说“[芬兰]花了大量的时间耙地、清扫和干其它事情，所以他们没有任何问题。”芬兰总统绍利·尼尼斯托对特朗普的说法感到困惑，否认曾在任何时候和他讨论过耙地。这还导致芬兰人纷纷上网分享自己在森林中使用耙子的互联网现象。
另有美国共和党众议员马乔丽·泰勒·格林宣扬阴谋论称该火灾是犹太人用轨道器点燃的。

## 城郊交界之討論
大火使得外界討論應否在内华达山脉的城郊地区發展住宅。如果这种发展是适当的，那么这种发展在多大程度上是安全的，需要什么建筑法规和应急基础设施以確保住宅區的安全。
加州亦有數個类似天堂鎮（人口2.7萬）的社區，其中一些社区与河流峡谷的路线类似：
- 奥罗维尔：人口4.8萬
- 班戈區：人口650
- 内华达城：人口0.3萬
- 草谷：人口1.3萬
- 奥本：人口2萬
- 普莱瑟维尔：人口1.05萬